# 2223 Sarpedon
2223 Sarpedon este un asteroid descoperit pe 4 octombrie 1977.